# Bandeira de São Gonçalo (Rio de Janeiro)
A Bandeira do município de São Gonçalo foi criada por meio da deliberação nº 557/69, de 10 de setembro de 1969, aprovada pela Câmara de Vereadores e sancionada pelo Prefeito, Dr. Osmar Leitão Rosa, foram instituídos o brasão heráldico e a bandeira do município de São Gonçalo.
Consiste em um retângulo repartido por diagonais, formando quatro triângulos (dois pares) nas cores azul e branco. Os dois pares de triângulos convergem ao escudo central, que é o brasão do município. 
Para fins de reprodução deve-se utilizar como base a proporção 07:10, ou 14 x 20 módulos, como a bandeira nacional.

## Ver ainda
- São Gonçalo
- Hino de São Gonçalo